# Ibn Abî Zayd Al-Qayrawânî
Ibn Abî Zayd Al-Qayrawânî, de son nom complet Abû Muhammad Abdullah ibn Abî Zayd al-Qayrawânî (arabe : أبو محمد عبد الله ابن أبي زيد القيرواني), né en 922 à Kairouan en Ifriqiya (actuelle Tunisie) et mort en 996 dans la même ville, est un juriste berbère malikite originaire du Nefzaoua.
Surnommé le petit Malik, son ouvrage le plus connu, Al-Risâla ou L'Épître est considéré comme le troisième ouvrage de référence du malikisme après Al-Muwatta de l'imam Mâlik ibn Anas et la grande Al Mudawwana de l'imam Sahnoun. Il est membre de la tribu berbère des Nefzaouas. Il passe la majeure partie de sa vie à Kairouan.
Ibn Abî Zayd Al-Qayrawânî contribue par ses écrits à la régression du chiisme dans l'Ifriqiya du Xe siècle et à la propagation du malikisme en Afrique du Nord et en Afrique de l'Ouest.